# Péter Kovács (voetballer, 1978)
Péter Kovács (Salgótarján, 7 februari 1978) is een Hongaarse voetbalspits die uitkomt voor Sandefjord Fotball. Voorheen speelde hij voor Salgótarján BTC, Újpest en Vác FC. In 1999 vertrok hij naar Scandinavië waar hij achtereenvolgens uitkwam voor FC Lahti en FC Haka in Finland en voor Tromsø IL, Viking FK, Strømsgodset IF en Odd Grenland in Noorwegen. In augustus 2010 tekende hij een contract bij Lierse SK in België.
Kovács speelde tien interlands voor Hongarije, waarin hij één keer scoorde. Hij maakte zijn debuut op 18 februari 2004 in het met 2-0 gewonnen oefenduel op Cyprus tegen Armenië, net als  Ádám Komlósi en Sándor Torghelle. Zijn tiende en laatste interland speelde hij op 9 februari 2005 in Cardiff tegen Wales. Kovács' enige treffer kwam tot stand in de blessuretijd van het WK-kwalificatieduel tegen Malta op 17 november 2004.
Kovács heeft een relatie met Melissa Wiik, een Noorse voetbalster die uitkomt voor VfL Wolfsburg en de nationale ploeg van Noorwegen.
In 2011 maakte hij een rubriek in het televisieprogramma Lierse TV, genaamd "Biggies Corner".

## Erelijst
- Fins landskampioen in 2000 met FC Haka
- Fins bekerwinnaar in 2002 met FC Haka
- Kampioen in de Noorse 2e klasse in 2002 met Tromsø IL
- Kampioen in de Noorse 2e klasse in 2006 met Strømsgodset IF
- Kampioen in de Noorse 2e klasse in 2008 met Odd Grenland
- Kampioen in de Noorse Hoogste klasse in 2013 met Strømsgodset IF
- Topscorer in de Noorse 2e klasse in 2008
- Topscorer'in de Noorse Tippeligaen 2012 (14) goals

## Statistieken
| Seizoen                                        | Club               | Competitie            | Wedst | Doelp |
| ---------------------------------------------- | ------------------ | --------------------- | ----- | ----- |
| 1994/95                                        | Salgótarján BTC    |                       | 7     | 0     |
| 1995/96                                        | Újpest FC          | Magyar Labdarúgó Liga | 1     | 0     |
| 1996/97                                        | Újpest FC          | Magyar Labdarúgó Liga | 3     | 0     |
| 1997/98                                        | Vác FC             | Magyar Labdarúgó Liga | 17    | 3     |
| 1999                                           | FC Lahti           | Veikkausliiga         | 28    | 10    |
| 2000                                           | FC Haka            | Veikkausliiga         | 26    | 8     |
| 2001                                           | FC Haka            | Veikkausliiga         | 29    | 7     |
| 2002                                           | FC Haka            | Veikkausliiga         | 9     | 6     |
| 2002                                           | Tromsø IL          | Adeccoligaen          | 14    | 14    |
| 2003                                           | Tromsø IL          | Tippeligaen           | 24    | 8     |
| 2004                                           | Tromsø IL          | Tippeligaen           | 8     | 2     |
| 2004                                           | Viking FK          | Tippeligaen           | 9     | 3     |
| 2005                                           | Viking FK          | Tippeligaen           | 9     | 3     |
| 2006                                           | Viking FK          | Tippeligaen           | 11    | 2     |
| 2006                                           | Strømsgodset IF    | Adeccoligaen          | 18    | 12    |
| 2007                                           | Strømsgodset IF    | Tippeligaen           | 23    | 5     |
| 2008                                           | Odd Grenland       | Adeccoligaen          | 29    | 23    |
| 2009                                           | Odd Grenland       | Tippeligaen           | 29    | 16    |
| 2010                                           | Odd Grenland       | Tippeligaen           | 20    | 5     |
| 2010/11                                        | Lierse SK          | Jupiler Pro League    | 21    | 4     |
| 2011/12                                        | Lierse SK          | Jupiler Pro League    | 14    | 1     |
| 2012                                           | Strømsgodset IF    | Tippeligaen           | 30    | 14    |
| 2013                                           | Strømsgodset IF    | Tippeligaen           | 27    | 7     |
| 2014                                           | Strømsgodset IF    | Tippeligaen           | 24    | 10    |
| 2015                                           | Strømsgodset IF    | Tippeligaen           | 10    | 2     |
| 2015                                           | Sarpsborg 08 FF    | Tippeligaen           | 10    | 1     |
| 2016                                           | Sandefjord Fotball | 1. divisjon           | 26    | 8     |
| 2017                                           | Sandefjord Fotball | Tippeligaen           | 2     | 0     |
| 2017                                           | Arendal Fotball    | 1. divisjon           | 10    | 1     |
| Totaal                                         | Totaal             | Totaal                | 488   | 175   |
| Tabel voor het laatst bijgewerkt op 28-1-2015. |                    |                       |       |       |